# Lubin Manufacturing Company
La Lubin Manufacturing Company è stata una casa di produzione cinematografica, fondata nel 1902 da Siegmund Lubin. I film della Lubin vennero distribuiti con il marchio Liberty Bell.

## Storia
Siegmund Lubin, immigrato dalla Slesia negli Stati Uniti, era un esperto di ottica e di fotografia. Avendo intuito le implicazioni tecniche e la potenzialità del nuovo mezzo proposto da Edison, costruì un proiettore dotato di cinepresa cui dette il nome di Cineograph. Il basso prezzo della macchina e la sua buona resa fecero sì che il suo prodotto fosse accolto con interesse. Nel 1897, Lubin cominciò a girare dei film per il mercato della distribuzione, prendendo in affitto a poco prezzo lo spazio sul tetto di un palazzo nel quartiere degli affari di Filadelfia, dove piazzò i suoi studi. Espose i suoi macchinari all'Esposizione Nazionale di Filadelfia del 1899 e, nel 1901, alla Pan-American Exposition di Buffalo, nello stato di New York.
L'insaziabile fame di film del pubblico americano diede una potente spinta all'impresa di Lubin. Assistito dallo scrittore e poeta di origine francese Hugh Antoine d'Arcy, che diventò direttore pubblicitario della compagnia, nel 1910 Lubin costruì il suo studio cinematografico all'angolo tra Indiana Avenue e la Twentieth Street, uno studio che divenne noto con il nome di Lubinville. All'epoca, fu uno degli studi più moderni al mondo, completo di un grande palcoscenico illuminato artificialmente, con sale di montaggio e laboratori: l'organizzazione del lavoro di Lubinville permetteva, in questo modo, di girare simultaneamente più film allo stesso tempo.
La Lubin Manufacturing Company espanse la propria produzione oltre i confini di Filadelfia, con strutture in Florida, a Jacksonville, e in California, a Los Angeles e a Coronado. Nel 1912, Lubin comperò una tenuta di 350 acri (corrispondenti a 1,4 chilometri quadrati) a Betzwood che, a quel tempo, era una zona agricola a nord ovest di Filadelfia, trasformandola in uno studio cinematografico.
La caduta della società fu ancora più veloce della sua ascesa. Lubin pagò lo scotto di non essere così abile come i suoi concorrenti nell'adeguarsi al passaggio dal corto al lungometraggio. In più, gli capitò la disgrazia di perdere, nel 1914, tutto il negativo immagazzinato in un incendio scoppiato nei laboratori: un colpo finanziario durissimo per la sua compagnia. Nello stesso anno scoppiò la guerra in Europa e la perdita del mercato europeo fu un ulteriore colpo inferto alla sua ormai traballante impresa. Nel 1915, stipulò un accordo con altre piccole case di produzione (la Vitagraph, la Selig Polyscope e l'Essanay) per distribuire i film prodotti. Tuttavia, la compagnia non riuscì mai a risollevarsi. La Corte Suprema emise una sentenza contro il monopolio della MPPC, sentenza che segnò la fine dell'attività di Lubin: la società fece bancarotta e, il 1º settembre 1916, chiuse i battenti per sempre, assorbita dalla Vitagraph.

## Attori e registi
Alla Lubin, lavorarono molti degli attori e cineasti che possono essere considerati pionieri del cinema muto statunitense. Tra questi, Gladys Brockwell, Edwin Carewe, Ethel Clayton, Florence Hackett, Alan Hale, Ormi Hawley, Arthur V. Johnson, Florence Lawrence, Harry Myers, Rosemary Theby e Pearl White.
Anche Oliver Hardy lavorò per la compagnia di Filadelfia. Il popolare Ollio fece il suo debutto sullo schermo nel 1914 apparendo con il nome O.N. Hardy proprio in un film della Lubin, il cortometraggio Outwitting Dad, girato a Jacksonville, in Florida. Fu il primo di una cinquantina di pellicole che Ollio girò per la Lubin.

## Filmografia
Dal 1907 fino al 1916, l'anno della sua chiusura, la Lubin produsse 1971 tra film e documentari. Come casa di distribuzione, annovera nel suo catalogo 265 film distribuiti dal 1908 al 1910.

## Galleria d'immagini

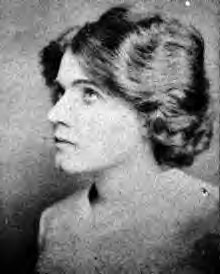
Florence Lawrence (1910)
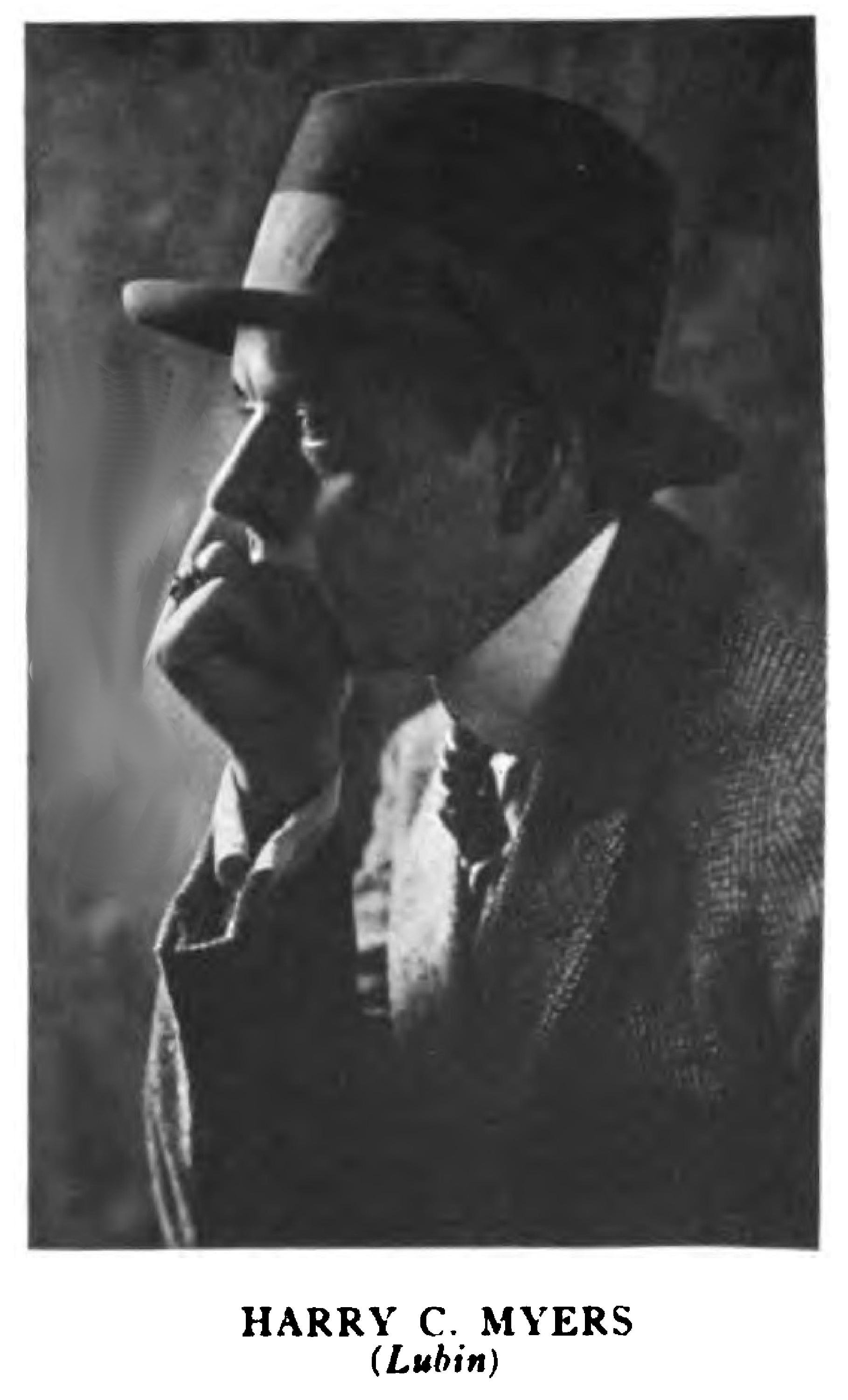
Harry Myers (1914)
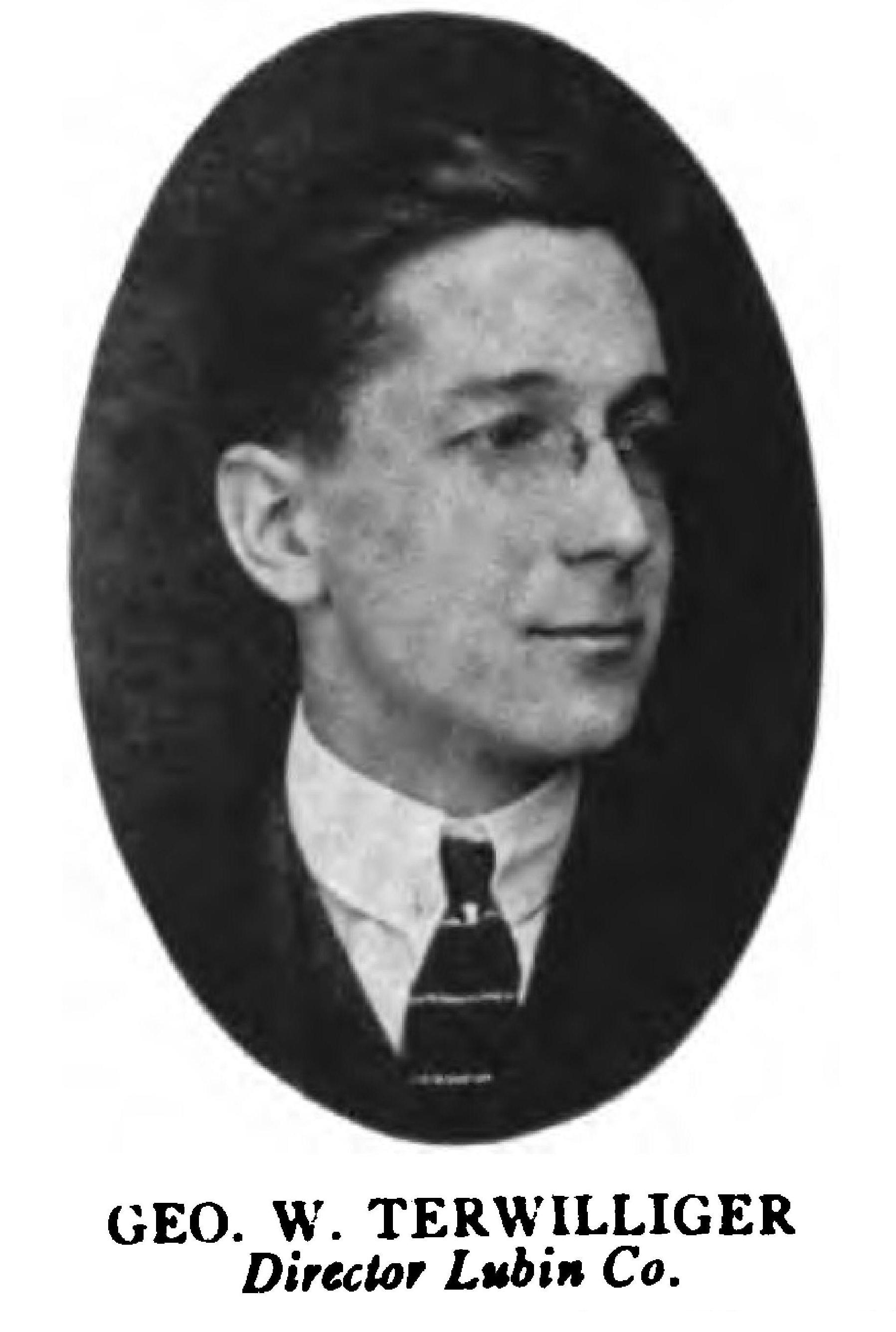
George Terwilliger (1914)
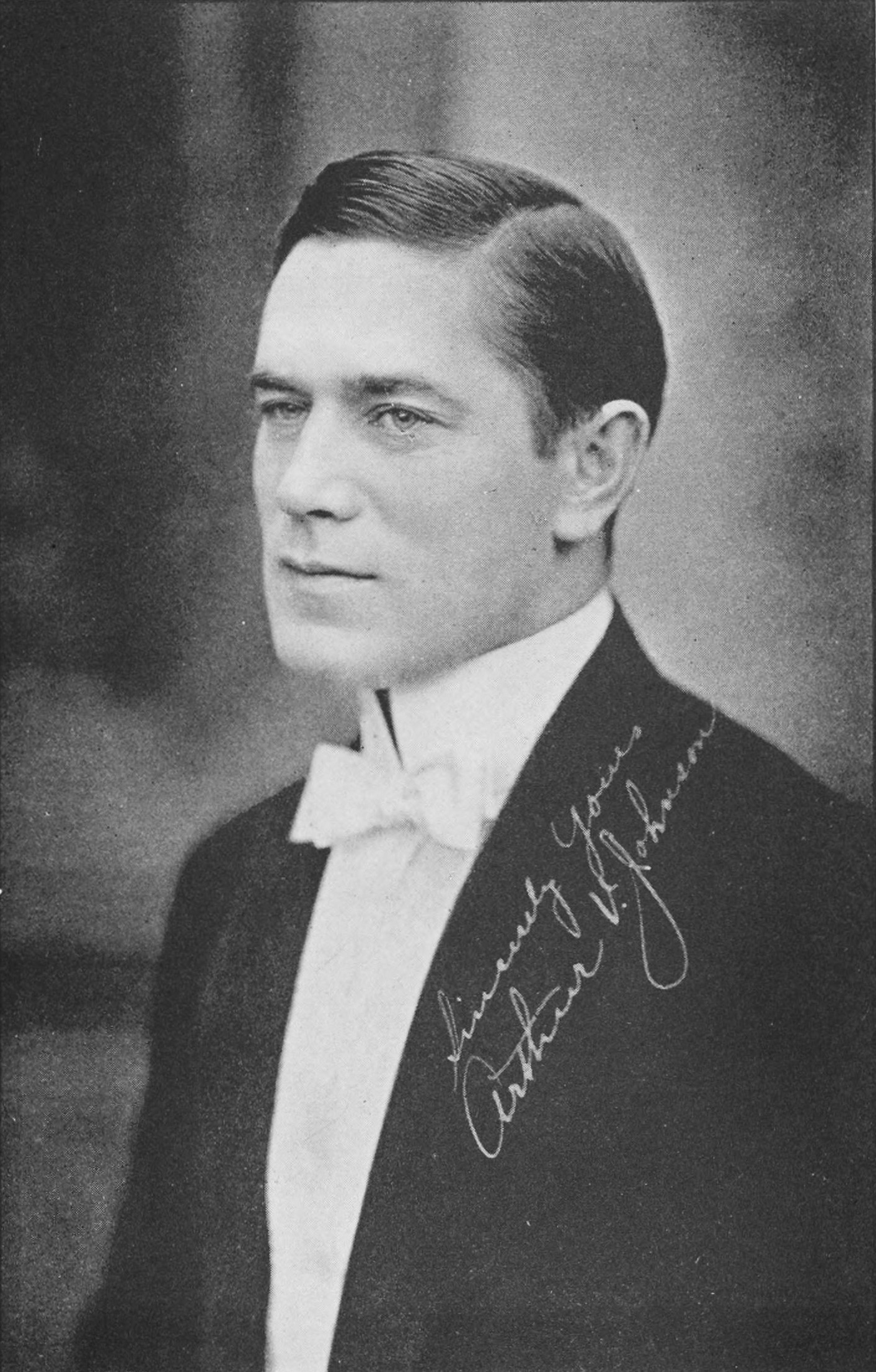
Arthur V. Johnson (1915)
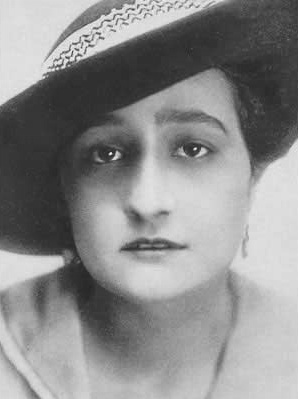
Rosemary Theby (1916)
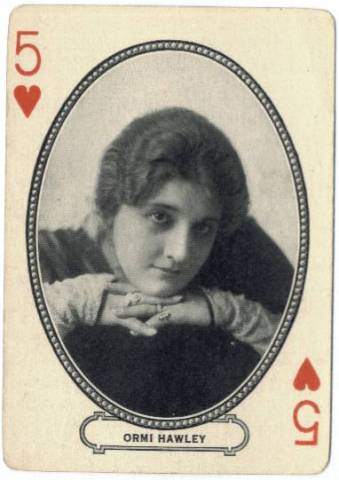
Ormi Hawley (1916)
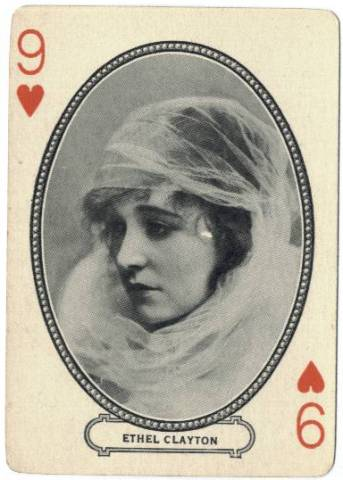
Ethel Clayton (1916)
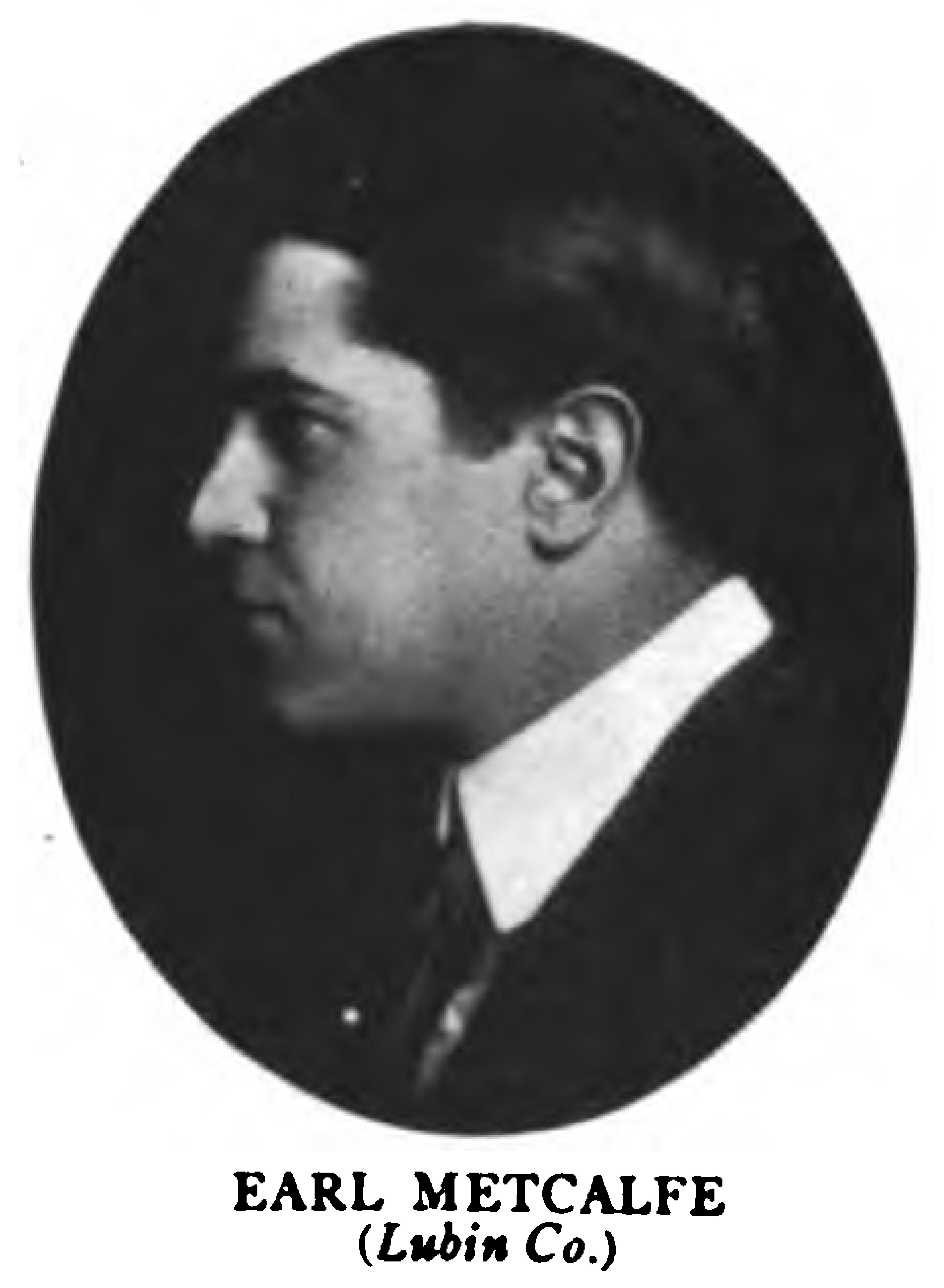
Earl Metcalfe (1920)